# Vilella Baja
Vilella Baja (oficialmente en catalán: la Vilella Baixa) es un municipio de Cataluña, España, perteneciente a la provincia de Tarragona, en la comarca de El Priorato. Cuenta con una población de 207 habitantes (INE 2024).

## Historia
Hasta los Decretos de Nueva Planta el municipio recibió el nombre de Vilella de Baix.
Formó parte de la baronía de Cabacés aunque algunos de los derechos sobre la población pertenecieron al condado de Prades. 
En 1848, el pueblo fue ocupado por las tropas carlistas. Al verse rodeados por las tropas liberales, los carlistas se rindieron, y terminaron uniéndose a las filas isabelinas, conservando su graduación militar.

## Cultura

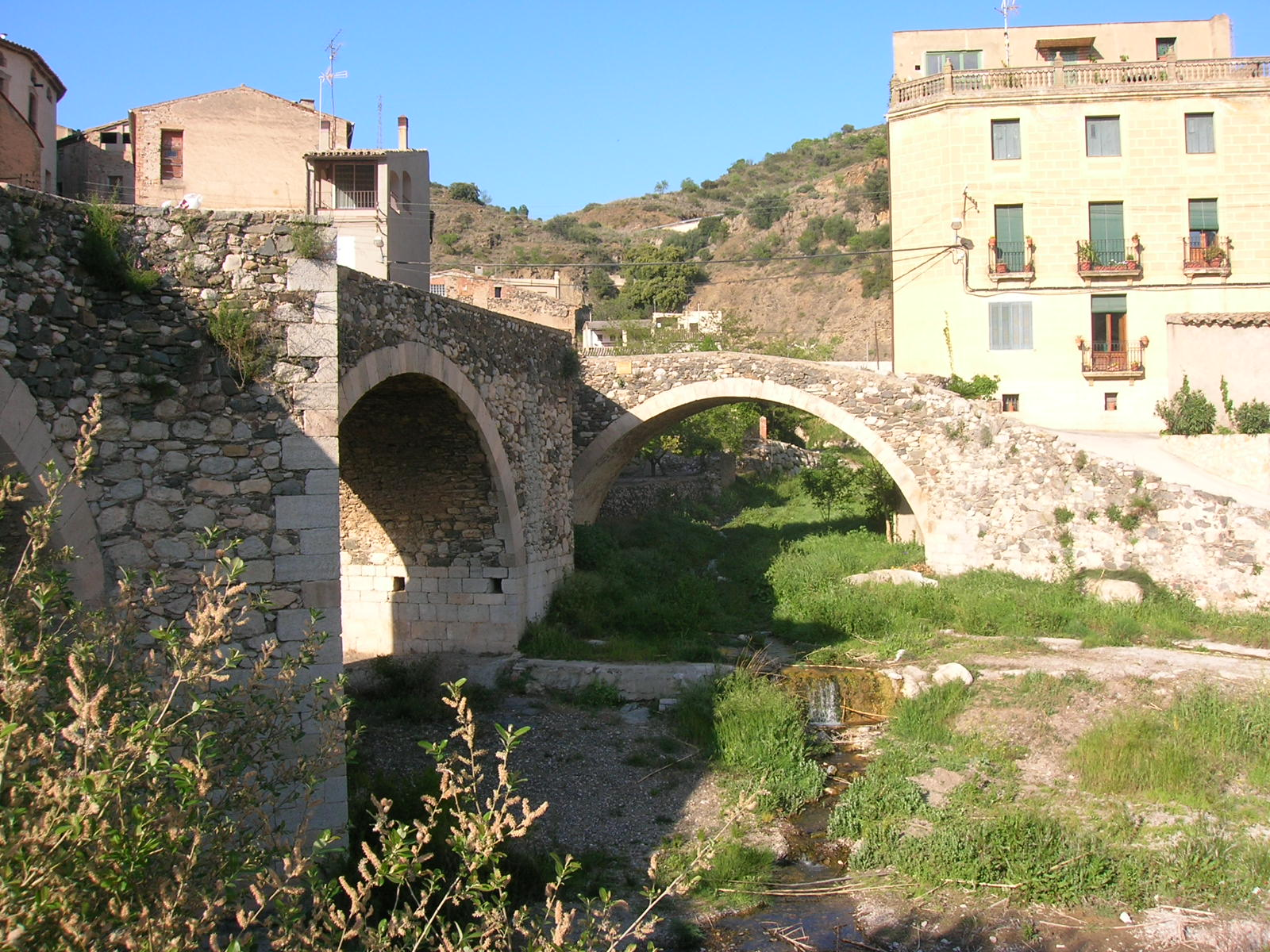
Puente sobre el río Montsant

La iglesia parroquial está dedicada a san Juan Bautista. Fue construida en el siglo XVIII en estilo neoclásico. Es de tres naves y tiene el campanario adosado.
Un lugar típico del pueblo es la calle que no pasa (carrer que no passa) que perteneció al antiguo núcleo medieval. Se trata de una calle a la que se accede a través de un portalada y que termina en una plaza; de ahí el nombre de "no pasa" ya que no tiene salida. Se utilizó como lugar de defensa durante las guerras carlistas ya que permitía cerrar la puerta en caso de peligro.
Sobre las aguas del río Montsant puede verse también un antiguo puente de estilo románico. El puente en origen tenía dos arcos y en 1886 se le añadió un tercero, respetando el estilo arquitectónico original.
Vilella Baja celebra su fiesta mayor durante la segunda Pascua.

## Geografía humana

### Demografía
Cuenta con una población de 207 habitantes (INE 2024).
| Gráfica de evolución demográfica de Vilella Baja entre 1842 y 2021 |
| |
| Población de derecho según los censos de población del INE Población de hecho según los censos de población del INEEn estos censos se denominaba Vilella Baja: 1842, 1857, 1860, 1877, 1887, 1897, 1900, 1910, 1920, 1930, 1940, 1950, 1960, 1970 y 1981 |

### Economía
La base económica del municipio es la agricultura de secano, aunque en todo el término municipal hay regadío de soporte procedente del pantano de Margalef. El principal cultivo es la viña seguida por los olivos.